# 毛四维
毛四维（1951年4月—2018年3月16日），男，安徽人，中华人民共和国外交官，曾任中华人民共和国驻加尔各答总领事。

## 生平
毛四维早年在共青团系统任职，1990年代，曾在印度尼赫鲁大学做访问学者。1996年，进入中华人民共和国外交部工作，先后在驻印度大使馆、外交部亚洲司、驻巴基斯坦大使馆任职。2002年，任驻印度大使馆参赞。2004年，任驻巴基斯坦大使馆参赞。2007年9月，出任中华人民共和国驻加尔各答总领事。2010年，改任外交部驻澳门特派员公署副特派员。2011年，自副特派员任上退休。2018年3月16日，在北京医院病逝，享年66岁。

## 家庭
已婚，有一女。